# Мокре складання

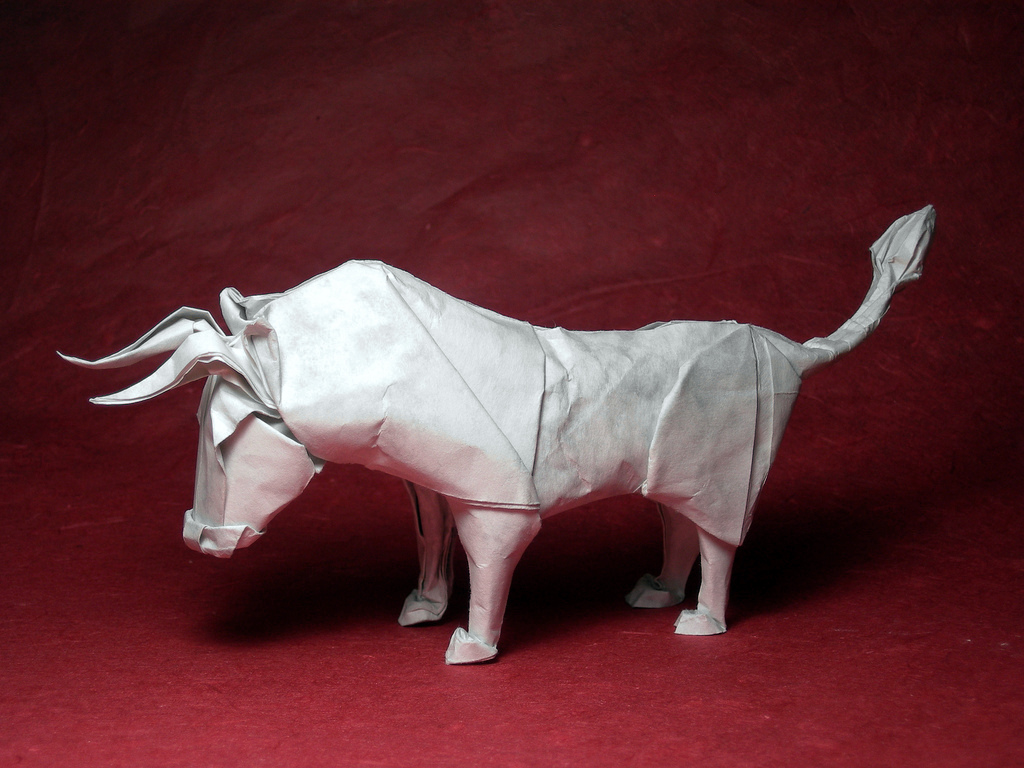
Бик, виконаний з використанням техніки мокрого складання

Мокре складання — техніка оригамі, розроблена японським майстром Акірою Йосідзавою, в якій використовується вода для змочування паперу, для простішого поводження з ним. За допомогою мокрого складання фігуркам оригамі можна надати природну жвавість форм, тоді як моделі виконані в традиційній техніці, виглядають трохи кутастими.

## Методика складання і рекомендації
Складений кілька разів папір стає занадто товстим для того, щоб продовжувати з ним роботу. Така проблема встає особливо гостро при складанні складних фігурок тварин. Здолати ці труднощі допомагає метод мокрого складання. Для того щоб додати паперу необхідну піддатливість, місця наступних, найважчих для виконання згинів роблять злегка вологими за допомогою змоченої у воді губки, що при цьому повинна бути ледь вологою.
Якщо модель велика, використовують розбризкувач, відрегульований на подачу найдрібніших крапель («туману»). Трохи зволожений папір стає піддатливішим і йому вдається надавати потрібну форму.
Кожну знову сформовану в такий спосіб складку зазвичай просушують у руках або за допомогою фену. Якщо наприкінці роботи модель усе ще залишається вологою, її можуть закріпити на дерев'яній підставці за допомогою шпильок. Остаточно висушена модель прекрасно тримає надану їй форму. Сам папір не повинен бути занадто тонким. Як правило, звичайні аркуші для такої техніки не годяться. З доступних, наявних у продажі видів паперу для цього методу найкраще підходить папір для малювання пастеллю.
У техніці мокрого складання може допомогти ґрунтовка — водорозчинна просочувальна сполука, що додається в процесі виготовлення паперу. Поки папір сохне, хімічні зв'язки змушують волокна паперу щільніше прилягати один до одного, що остаточно робить аркуш міцнішим і твердішим.
Робота зі зволоженим папером вимагає набагато більше часу, ніж звичайне складання, але ця техніка дозволяє отримувати прекрасні результати.

## Недоліки
До цих пір багато оригамістів уникають мокрого складання через деякі його недоліки. З вологим папером важко працювати і він легко рветься. Важко створювати багатошарові складки — в них мокрий папір розповзається, а його необхідна товщина не дозволяє точно утворювати складки. Однак при використанні тонкого паперу дана техніка навпаки, дозволяє зробити багатошарові складки куди тонкіші і гостріші, що важливо при складанні ніг і антен у членистоногих.

## Принцип дії і папір
Техніка мокрого складання використовує властивість вологого паперу після висихання зберігати форму, яку йому надали. Секрет криється в проклейці паперу — розчиненому у воді клею, що зв'язує волокна паперу і надає йому жорсткість. При змочуванні паперу клей розчиняється, волокна відокремлюються один від одного і аркуш стає м'яким і податливим. При висиханні відбувається зворотний процес і папір приймає бажану форму.
Зазвичай такий папір випускається одного кольору, на відміну від традиційно використовуваної в оригамі двокольорового паперу. Однак цю перешкоду можна обійти, якщо склеїти водорозчинними клеєм два тонких різнокольорових листа. Детальніше про папір для мокрого складання можна прочитати на сайті [Архівовано 7 листопада 2011 у Wayback Machine.] Роберта Ленга (англ.).

## Поширеність
Техніку мокрого складання використовують дуже багато професіоналів і майстрів оригамі. Одним з найвидніших оригамістів, що працювали в даній техніці, був Ерік Жуазель (1957—2010). Він спеціалізувався на фігурках тварин, людей і казкових істот (наприклад фей). Він також створив безліч дуже гарних масок. Роберт Ленг і Джон Монтролл також практикують цю методику.